# Шваб, Даниэль (венгерский футболист)
Даниэль Шваб (венг. Sváb Dániel; род. 2 сентября 1990, Шальготарьян) — венгерский футболист, защитник.

## Карьера
На профессиональном уровне начал играть в клубе «Ференцварош» (Будапешт). Также выступал за вторую команду клуба в третьем (сезон 2009/10) и втором (2010/11—2012/13) дивизионах. В чемпионате Венгрии дебютировал 13 августа 2011 года в матче против «Гонведа». Летом 2013 года перешёл в немецкий клуб «Энерги» (Котбус), где провёл сезон 2013/14, по итогам которого команда покинула Вторую Бундеслигу. В дальнейшем играл за венгерские команды «Дьёр» (первый дивизион — высшая лига), «Дьёр II» (третий дивизион), «Мезёкёвешд» и «Сигетсентмиклош» (второй дивизион). Летом 2016 года, перейдя из кипрской «Кармиотиссы», вновь стал игроком «Энерги», к тому времени ставшим клубом четвёртого дивизиона. По окончании сезона 2016/17 покинул немецкий клуб. В январе 2018 года перебрался в другую команду четвёртого немецкого дивизиона «Эрндтебрюкк»[en] из одноимённой общины, подписав контракт до конца сезона. В 2018—2021 годах играл за венгерские команды «Дуна Асфальт» из Тисакечке (сезоны 2018/19 и 2019/20, второй дивизион) и «Липот»[en] из одноимённого населённого пункта[en] медье Дьёр-Мошон-Шопрон (2020/21, третий дивизион).
В 2021 году перешёл в австрийский клуб четвёртого дивизиона «Лайтапродерсдорф» из одноимённой общины.
В 2011—2012 годах играл за сборную Венгрии из игроков до 21 года в отборочном турнире молодёжного чемпионата Европы.